# Liupram

Liupram, mort le 14 octobre 859 à Salzbourg était archevêque de Salzbourg et abbé du monastère de Saint-Pierre.
Il était probablement d'abord chapelain du roi Louis le Germanique. Ce dernier fait en mars 832 une donation des fiefs de Liupram dans le Chiemgau en faveur de l'archevêché de Salzbourg. Cependant, Liupram en garda la jouissance à perpétuité et devint archevêque à la mort de Adalram en 836. Le 31 mai 837, il était à Rome pour recevoir le pallium. En 845, Liupram fit reconstruire la cathédrale de Virgile qui avait brûlée trois ans plus tôt après avoir été frappée par la foudre. C'est sous sa direction que le travail de mission des salzbourgeois dans la principauté de Pannonie de Pribina atteint son sommet : 17 nouvelles églises sont consacrées. À la demande de Pribina, il envoya des artisans, en particulier des maçons, des charpentiers, des forgerons et des peintres pour construire une deuxième église dans sa capitale de Blatnograd afin d'y déposer les reliques de saint Adrien. Les relations de l'archevêque avec le roi Louis le Germanique étaient excellentes comme le montrent les  diplômes qu'il a obtenus du roi. Adalwin fut son successeur.

## Littérature
- Niederkorn-Bruck, Meta ; Scharer, Anton : Erzbischof Arn von Salzburg ; p. 63-64, 2004 ;  (ISBN 978-3486575958)
- Dopsch, Heinz; Spatzenegger, Hans: Geschichte Salzburgs, Stadt und Land; Pustet, Salzburg 1988;  (ISBN 3-7025-0243-2)